# Паліїв Дмитро Іванович
Дмитрó Іванович Палíїв (17 травня 1896, с. Перевозець, біля Калуша— 22 липня 1944, під Бродами) — український державний, політичний та військовий діяч, вояк легіону УСС, один з організаторів листопадового чину у Львові. Старшина УГА. У 1920 році став одним із засновників УВО і член її начальної команди. Співзасновник Української Партії Національної Роботи, редактор її органу «Заграва». Ваффен-гауптштурмфюрер СС. Член ЦК УНДО, посол (депутат) до польського сейму, в'язень польських таборів. 
Відповідно до українського законодавства може бути зарахований до борців за незалежність України у ХХ сторіччі.

## Життєпис

### Ранні роки
Дмитро Паліїв народився в 1896 році у с. Перевозець біля Калуша в Галичині в родині священника Івана Паліїва і Ісидори з роду Навроцьких.
До гімназії спочатку ходив у Станіславові, а згодом у Перемишлі. Окрім навчання, відвідував пластовий гурт. Тренувався у гімназійній футбольній команді. У старших класах познайомився зі своєю майбутньою дружиною Ольгою Ступницькою, донькою священника з села Клоковичів. Брав участь у Великому Здвизі громадських парамілітарних організацій «Соколів» і «Січей» 28 червня 1914 року у Львові. Тоді розпочалась Перша світова війна, і його брати Омелян і Василь пішли до австрійського війська. Згодом сам Дмитро Паліїв вступив до Леґіону Українських Січових Стрільців (УСС).

### Військова кар'єра

#### Служба в Леґіоні Січових Стрільців і в УГА
Після закінчення гімназії у 1914 році, пройшов підстаршинський вишкіл, отримав ранг підхорунжого. Дальшу службу відбував у вишкільному Коші УСС під командою отамана Мирона Тарнавського, та в інших підрозділах.
У жовтні 1918 року служив у Жмеринці. 10 жовтня їде до Львова у відпустку. Тут четар д-р Володимир Старосольський і сотник д-р Гірняк йому повідомили, що групою патріотів (за схваленням Української Національної Ради), створено Військовий комітет і запросили увійти до нього. Далі Дмитро Паліїв їде до Чернівців, де перебував тоді Легіон УСС, і разом з Дмитром Вітовським отримує повноваження бути делегатом до комітету від стрільців. Повернувшись до Львова, взяв участь у його засіданні 14 жовтня. Обраний організаційним референтом комітету.
Член Центрального Військового Комітету (Комісаріату) Б. Гнатевич писав: 
| Ніхто, і самі змовники…, і не думали, що все це прийде так дуже незабаром, ще перед зимою. Це й було причиною, що Комісаріат працював у першій половині жовтня доволі пиняво й безсистемно. Щойно в другій половині жовтня, з приходом представників УСС, завдяки організаційному референтові, підхорунжому Д. Паліїву, праця пішла жвавіше та поширювалась на провінцію. |
Очікуваний голова Військового Комітету, сотник Дмитро Вітовський, зміг прибути до Львова 29 жовтня і очолив організацію. Комітет було перейменовано на Українську Генеральну Команду у такому складі: сотник Дмитро Вітовський, отаман Семен Ґорук, поручники Петро Бубела, Богдан Гнатевич, Ілля Цьокан, чотар І.ванчук та підхорунжий Дмитро Паліїв.
Після залишення українськими військами Львова, Дмитро Паліїв працює ад'ютантом Державного секретаря військових справ ЗУНР Дмитра Вітовського. В перших числах грудня полковник Дмитро Вітовський, згідно з рішенням уряду ЗУНР — Ради державних секретарів, посилає Дмитра Паліїва у складі делегації до Директорії УНР за генералами для Української Галицької Армії. Головний отаман Симон Петлюра зі штабом тоді був у Фастові, й він очолював наступ на Київ, щоб скинути Гетьмана Павла Скоропадського. Симон Петлюра до ЗУНР одразу ж скерував генерала М.Омеляновича-Павленка та полковника Євгена Мишковського, які й очолили Українську Галицьку армію.
Чотар Дмитро Паліїв разом із УГА відступив за Збруч і брав участь у бойових діях в Центральній Україні. Став ад'ютантом головнокомандувача УГА, генерала Мирона Тарнавського.
Восени 1919 року Дмитро Паліїв був учасником важливих державних нарад, на яких виступав проти тимчасового договору УГА з Добровольчою армією у листопаді 1919 року, що за підтримки Антанти воювала проти більшовицьких військ. Вважав помилкою, хай і у час особливої скрути для УГА, її союз із Червоною Армією з 1 січня 1920 року, хоч і для боротьби із військами Польщі.
Дмитро Паліїв перебував з армією в Одесі, а 1920 року повернувся до Львова.

### Громадсько-політична діяльність
| “            | Великий ідеаліст, патріот, природжений організатор. З душею, повною ідей, невтомний працівник, прекрасний промовець, людина доброго серця. Завжди готовий кожному допомогти, кришталевий, прямолінійний характер, дисциплінований вояк. | ” |
| —Р.Антонович | |   |

Після поразки у збройній національно-визвольній боротьбі Дмитро Паліїв продовжив боротьбу. У 1920 році він стає одним з співзасновників Української Військової Організації (УВО), яка поставила собі за мету продовжувати підпільну політичну і збройну боротьбу за відновлення незалежності української державності. Дмитро Паліїв став членом Верховної політичної колегії. та продовжив студіювати в університеті право і бореться за Український університет у Львові. Дмитро Паліїв закінчує також однорічні торговельні курси, та бере участь у підготовці атентату 25 листопада 1921 року на вождя Польської держави Юзефа Пілсудського та Львівського воєводу О.Грабського.
Дмитра Паліїва вперше арештовано в січні 1922 року, його боронив відомий адвокат д-р В. Старосольський. У своїх зізнаннях Паліїв заявив: 
| Суд, перед яким я стою, не є компетентний мене судити. Коли я і зробив злочин, то це зроблено на території Східньої Галичини, державна приналежність якої ще не вирішена. Вважаю себе громадянином Західньої Української Народної Республіки і повинуюся українському урядові, що в цей час перебував на еміґрації. |
У 1923 році стає співзасновником націоналістичної Української Партії Національної Роботи, при цьому він продовжує бути членом  Української Військової Організації (УВО), у якій в першій половині 1920-х років був членом Начальної Команди УВО. 
У 1923 році спільно з Дмитром Донцовим заснував націоналістичну групу «Заграва». У 1923—1924 роках був співредактором двотижневика «Заграва» (спільно з Д.Донцовим і В.Кузьмовичем).1923—1933 (з перервами)— головний редактор газети «Новий Час».
Надалі Дмитро Паліїв стає співзасновником найбільшої політичної партії Західної України— Українського Національного Демократичного Об'єднання (УНДО), а у 1925—1933 він стає головою її Центрального Комітету. 1928— на виборах у Коломийщині був обраний послом до польського сейму. Під час т.зв. пацифікації 1930 року був заарештований польською окупаційною владою разом з деякими іншими українськими послами (депутатами).
В 1930—1933 роках Дмитро Паліїв стає політичним в'язнем.

Політична колегія (провід) ФНЄ, Львів, 1938 р.. Стоять в центрі (зліва направо: Дмитро Паліїв, Сильвестр Герасимович та отець Михайло Блозовський. Зправа за Блозовським – Микола Шлемкевич – ідеолог ФНЄ

По звільненню з тюрми продовжив активну журналістську і політичну діяльність. Розійшовся з угодовською політичною лінією УНДО і очолив партійну опозицію, що стала основою для нової української партії— Фронту Національної Єдности (ФНЄ). Редаґував газети «Батьківщина» (1934—1939), «Перемога» і «Українські Вісті» (1935—1939) — органи ФНЄ: місячник, тижневик, щоденник.
1936— на І Конґресі ФНЄ відбулося остаточне організаційне оформлення Фронту Національної Єдности; головою партії обрано її засновника— Дмитра Паліїва.
ФНЄ критикував угодовство українських політиків з УНДО, а за ідеологією наближався до ОУН, проте розходився із організацією у практично-тактичних питаннях: не схвалював терористичних акцій ОУН, розцінюючи їх як прояви розпачу і зайвий екстремізм. Його діяльність свідчить, що він був прихильником національного солідаризму і християнських світоглядних і морально-етичних чеснот. Ідеологічною підвалиною ФНЄ стає праця його соратника Микола Шлемкевича (Іванейка) «Творчий націоналізм». ФНЄ провадив активну роботу серед молоді, використовуючи для цього створені при організації спортивні секції; поширив свою діяльність на Волинь. Висловлював різко неґативне ставлення щодо польської займанщини, бойкотував вибори до сейму в Варшаві і місцевих органів влади. Дмитро Паліїв потрапив у непорозуміння з Крайовою Екзекутивою ОУН у Львові, яка вчинила погром редакції «Українських Вістей».
У час становлення Карпатської України (жовтень 1938-березень 1939 років) радів з усім народом, та як політик, займав виважену позицію. Він вже у жовтні писав: «…Союзників можуть мати тільки сильні… Чужа поміч на бистрому коні їде. Нині є в інтересі чужих сил, щоби Закарпаття було незалежне, а завтра чужі сили можуть побачити свій інтерес у протилежному. Тож пам'ятайте: тільки те, що спирається на власних силах— певне і тривале. Все інше може тріснути, як мильна булька»
З початком Другої світової війни й приходом до Галичини в 1939 році Червоної Армії, Дмитро Паліїв виїхав на захід, до Генеральної Губернії. Добре вивчивши політику німецької адміністрації і відчуваючи неможливість вести партійну роботу, ранньої весни 1941 року розпускає ФНЄ. Всім членам рекомендує включитися у працю Українського Центрального Комітету на чолі проф. Володимир Кубійовичем. Сам також допомагає у роботі УЦК. Як член організації колишніх військовиків— «Молодої Громади»— підтримував тісні зв'язки з Альфредом Бізанцом.
Дмитро Паліїв був великим ентузіастом творення української регулярної збройної сили, і став одним з ініціаторів творення 14-ї Дивізії Зброї СС «Галичина». Керувався концепцією що «…нація, країна якої окупована, не може творити власної армії, лише підпілля та повстанські загони. Поневолена нація може творити також легіони в чужих арміях, спрямованих проти головного їх ворога— поневолювача». Ці його погляди поділяли і його товариші з ФНЄ у Військовій Управі (ВУ) було 5 членів партії Дмитра Паліїва (Андрій Палій, Михайло Хронов'ят, Юрій Крохмалюк, Михайло Кушнір і Степан Волинець). Сам Дмитро Паліїв відмовився увійти до складу ВУ, а зголосився до активної служби в Дивізії. Він мав великий вплив на проф. Володимира Кубійовича — голову Українського Національного Комітету. УНК і Військова Управа «Галичина» відрядила його до дивізії як політичного порадника для командира дивізії.
Дмитро Паліїв працював над створенням галицької дивізії передусім тому, що тут можна було здобути добрий вишкіл і модерну зброю. Він, як і маса інших добровільців, йшли в дивізію з вірою, що вона згодом стане ядром нової української армії, як Українські Січові Стрільці стали ядром УГА. Іншої альтернативи посилити участь у політичних процесах українців в Краю, практично, не було. Партизанські загони УПА ще більші маси повстанців також не мали змоги розмістити, озброїти, навчити, обмундирувати і прогодувати в надскладних умовах жорстокої окупації і збройної боротьби. Проблемою було також уникнення масового вивозу молоді на роботи в Німеччину. Тодішні українські політичні середовища до справи створення дивізії ставилися по різному, але більшість прихильно, або ж нейтрально (зокрема й обидві гілки ОУН).
Дмитро Паліїв розумів, що Третій Рейх війну програє, а Москва ж буде прагнути захопити якнайбільше домінування в Європі, а це вже вступить у протиріччя з інтересами США, Британії та інших країн Заходу. Отож мислилось, що відразу після поразки Німеччини, ймовірно, вибухне війна між Заходом і Радянським Союзом. І саме тоді галицька дивізія, та інші формування, будуть потрібними в боротьбі з СРСР західним альянтам, які, згідно з демократичними принципами, негайно проголосять право самовизначення цих націй і допоможуть їм відновити свою незалежність.

### Служба у Дивізії
| “                                                      | Сотник Паліїв був душею українства в штабі дивізії. Він не тільки був активним її співтворцем, не тільки пропагував її реалізацію, але один із перших зголосився добровольцем до неї та з рамени Військової Управи став її духовим провідником. | ” |
| —один із колишніх старшин Дивізії (проживає в Україні) | |   |

Дмитро Паліїв під час служби в дивізії СС «Галичина»

Дмитро Паліїв в однострої дивізії СС «Галичина»

Український Центральний Комітет створив Військову управу Дивізії як координаційний і політично-аналітичний центр. Будучи представником Військової управи при штабі дивізії СС «Галичина» у ранзі майора і політичного радника при командирі дивізії генералові Фріц Фрайтаґ, Дмитро Паліїв від самого початку зіткнувся з серйозними суперечностями між позиціями українських організаторів дивізії та німців. Завдяки його наполегливості, сміливості та досвіду, він їх успішно вирішував.

Могила Дмитра Паліїва на цвинтарі дивізії СС «Галичина»

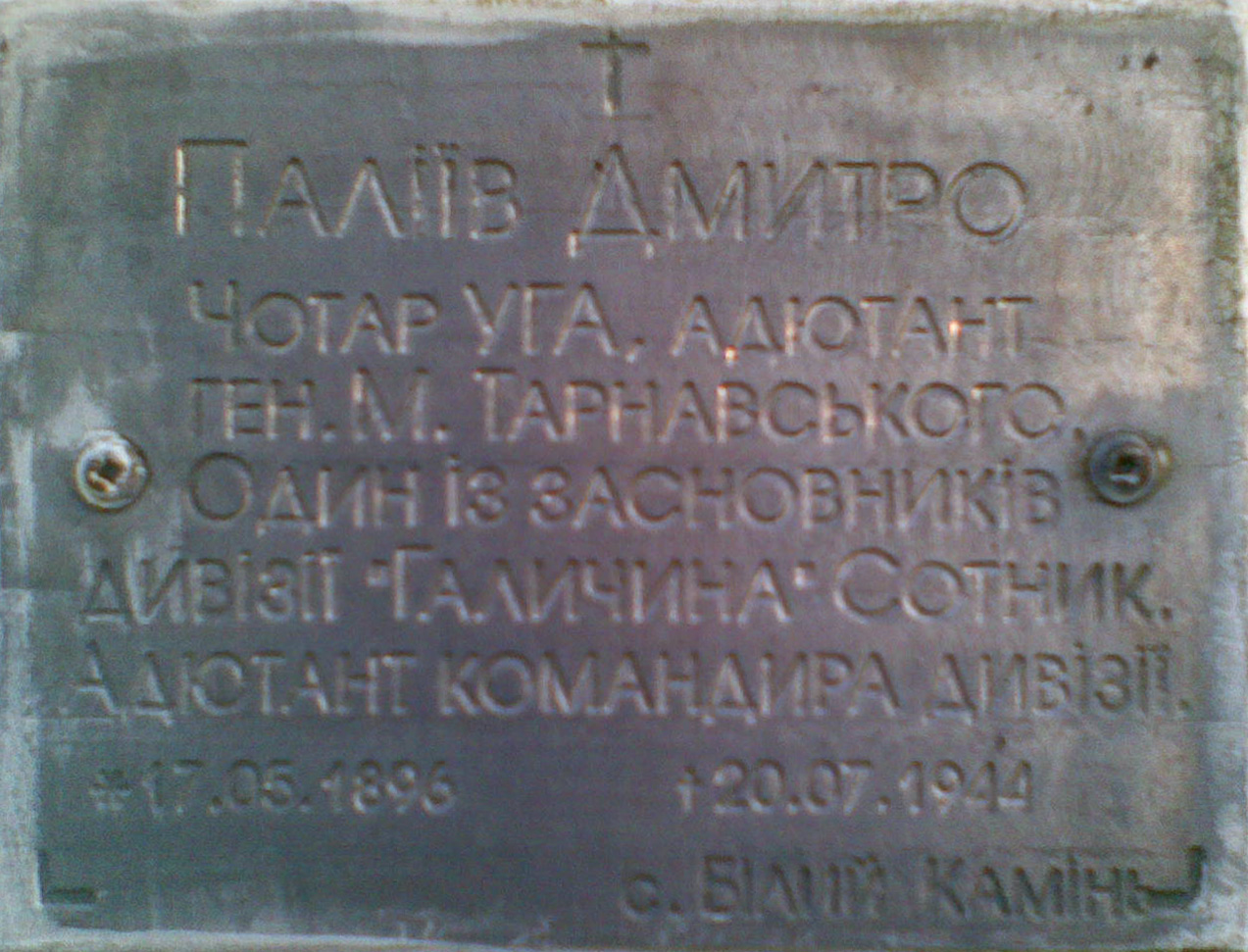
Могильна плита

У штабі дивізії Паліїв посідає офіційне становище в 6-му відділі зі спеціальним завданням реферувати справи українських старшин, очолював відділ старшинського вишколу. Одночасно він виконував обов'язки неофіційного зв'язкового між дивізією, Українським Центральним Комітетом і Військовою Управою. Він був утаємниченим у всі справи дивізії. Проте, він передовсім відстоював інтереси українців перед Фрайтаґом. Зважаючи на характер Фрайтаґа, Дмитро Паліїв виконував своє тяжке завдання з майстерністю і великим тактом, і згодом мав великий вплив на німецького командира дивізії. Дмитро Паліїв наполегливо добивався реалізації українських вимог Дивізії, особливо в справах персональної політики. Саме завдяки його старанням щойно перед відходом дивізії на фронт під Бродами вдалося відрядити кілька сотень її вояків на старшинські вишколи (усього до закінчення війни, 600 осіб закінчили старшинські школи і стали старшинами, а близько 2 тисяч молоді закінчили різні підстаршинські курси).
Варто зазначити, що до дивізії зголосилося 80 тис. добровольців; до призову ж допустили 42 тис. З них реально було відібрано на вишколи навесні і влітку 1943 року 11578 чоловік, а в листопаді набрано ще 6150 осіб. Серйозний вишкіл вояцтва тривав майже рік. Німецька влада мала постійну недовіру до дивізії — і значною мірою Дмитро Паліїв виступає як пожежна команда у вирішенні складних ситуацій, що виникали в командування цього підрозділу. Уже 1944 року існуванню Дивізії, через націоналізм, загрожувало насильне роззброєння. Втім, у боях проти радянських військ ця немеханізована гренадерська дивізія виявила надзвичайну стійкість і постійно показувала свою перевагу над супротивником. Заслугою Дмитра Паліїва, у тому числі є те, що жодного разу дивізію не було розбито, роззброєно, узято у полон. Дивізія протягом 10 днів сама утримувала фронт на своєму відтинку— і не відступила. Дивізія вирвалась із оточення фактично без свого командира (Фрайтаґ самоусунувся від командування), переформувалася і продовжувала бути боєздатною фронтовою одиницею.

## Загибель
У червні 1944 року Дмитро Паліїв разом із дивізією СС «Галичина» виїхав на фронт під Броди, де дивізія зайняла бойові позиції. Із 14 до 24 липня йшли кровопролитні бої, де дивізію було повністю оточено радянськими військами 1-го Українського фронту, однак вояки завдали колосальних втрат ворогові і вирвалися з оточення разом зі Штабом, знаменами і, отже, не була розбитою, а вирушила на поповнення. За тим, що відомо, Дмитро Паліїва востаннє бачив дивізійник В.Верига з товаришами в ніч з 21 на 22 липня між Почапами і Хильчицями, при черговій спробі прориву з оточення.

## Родина
- Брат— Омелян Паліїв
- Брат— Василь Паліїв
- Сестра— Кекилія Паліїв

## Вшанування пам'яті

Меморіальна таблиця Дмитру Паліїву у Львові

- 15 травня 2011 року з дозволу Львівської міської ради та мера було встановлено пам'ятну таблицю на честь Дмитра Паліїва на будинку на вулиці Винниченка, 8, в якому Дмитро Паліїв мешкав та працював у 1935—1939 роках[9][10].

- 1 листопада 2019 року відкрито меморіальну дошку в місті Калуші.[11]
- 28 квітня 2023 року у місті Калуш вулицю Черняховського перейменували на вулицю Дмитра Паліїва.[12]